# Brent Hilliard
Brent William Hilliard (São Gabriel, 13 de abril de 1970) é um ex-jogador de voleibol dos Estados Unidos que competiu nos Jogos Olímpicos de 1992.
Em 1992, ele fez parte da equipe americana que conquistou a medalha de bronze no torneio olímpico, no qual atuou em três partidas.